# Bechtelsville
Bechtelsville  è un comune (borough) degli Stati Uniti d'America, nella contea di Berks nello Stato della Pennsylvania. Secondo il censimento del 2010 la popolazione è di 942 abitanti.

## Società

### Evoluzione demografica
La composizione etnica vede una maggioranza della razza bianca (99,25%), seguita da quella asiatica e afroamericana (entrambe a 0,11%) dati del 2010.
| borough di Bechtelsville Popolazione |     |
| 2000                                 | 975 |
| 2019                                 | 942 |